# Акташ (посёлок)
Акташ (узб. Oqtosh/Оқтош) — посёлок городского типа в Туракурганском районе Наманганской области, Узбекистан. В посёлке расположена железнодорожная станция Туракурган (на линии Коканд — Наманган).
Статус посёлка городского типа с 1974 года.

## Население
| 1979 | 1989 |
| ---- | ---- |
| 3048 | 4067 |